# 田辺鶴生
田辺 鶴生（たなべ かくしょう、1944年5月24日 - 2001年7月26日）は、講談師。生前は講談協会に所属した。

## 経歴
1973年、田辺一鶴に入門。「鶴生」を名乗る。
2001年、くも膜下出血により死去。